# Juan Benjumea Moreno
Juan Benjumea Moreno (Sevilla, 7 augustus 1991) is een voormalig Belgisch politicus voor Groen.

## Levensloop
Benjumea Moreno werd geboren in Spanje. Op zijn achttiende kwam hij naar België om rechten te studeren aan de Katholieke Universiteit Leuven. Hij studeerde er in 2014 af als master in de rechten, optie zakelijk recht en publiek recht, en ging tevens op Erasmus naar de Humboldtuniversiteit van Berlijn.
Van 2011 tot 2014 was hij vrijwillig medewerker bij de vzw Wetswinkel. Vervolgens was hij van 2014 tot 2015 advocaat-stagiair bij het Antwerpse advocatenkantoor Laurius, van 2015 tot 2016 aan de Universiteit Gent assistent in het grondwettelijk recht van hoogleraar Johan Vande Lanotte en van 2016 tot 2019 jurist bij de Brusselse overheidsdienst Fiscaliteit Brussel.
Benjumea Moreno sloot zich aan bij de partij Groen. Hij werd lid van de politieke raad van de partij en het Brusselse partijbestuur en bestuurslid bij de Brusselse afdeling van Jong Groen. In 2017 werd hij voorzitter van de Groen-afdeling van Anderlecht.
Bij de verkiezingen van mei 2019 werd Benjumea verkozen in het Brussels Hoofdstedelijk Parlement, waar hij van 2019 tot 2024 secretaris was. Hij legde zich in het Brussels parlement toe op begroting, beter bestuur en de verbetering van de democratie en pleitte voor inclusieve neutraliteit met ruimte voor hoofddoeken. Daarnaast zetelde hij in de commissie Financiën en Algemene Zaken en de commissie Gezondheid en was hij rapporteur van de bijzondere commissie die het beleid van de Brusselse regering tijdens de coronacrisis evalueerde. Hij besloot om in 2024 niet meer op te komen voor de parlementsverkiezingen, omdat hij vond dat hij te weinig impact had als parlementslid.
In mei 2022 stelde Benjumea Moreno zich samen met Vlaams Parlementslid Elisabeth Meuleman kandidaat om Meyrem Almaci op te volgen als voorzitter van Groen. Net als hun tegenkandidaten presenteerden ze zich als kandidaten voor een co-voorzitterschap, waarmee komaf werd gemaakt met de klassieke verdeling van voorzitter en ondervoorzitter binnen de partij. Bij de voorzittersverkiezingen van 11 juni 2022 behaalden Benjumea Moreno en Meuleman met 35 procent van de stemmen de tweede plaats, waarbij ze de duimen moesten leggen voor Jeremie Vaneeckhout en Nadia Naji.